# Tarasivka, Polohî
Tarasivka (în ucraineană Тарасівка) este localitatea de reședință a comunei Tarasivka din raionul Polohî, regiunea Zaporijjea, Ucraina.

## Demografie
Componența lingvistică a localității Tarasivka
     Ucraineană (95,02%)
     Rusă (4,75%)
     Alte limbi (0,24%)
Conform recensământului din 2001, majoritatea populației localității Tarasivka era vorbitoare de ucraineană (95,02%), existând în minoritate și vorbitori de rusă (4,75%).